# Liste der Weihbischöfe in Santiago de Cuba
Die folgenden Personen waren Weihbischöfe im Erzbistum Santiago de Cuba:
- Dionisio Resino y Ormachea, Titularbischof von Adramyttium (1705–1711)
- José Francisco de San Buenaventura Martínez de Tejada OFMRec, Titularbischof von Tricala (1732–1745)
- Pedro Ponce y Carrasco, Titularbischof von Adramyttium (1746–1762)
- Santiago José Hechavarría y Elguezúa, Titularbischof von Tricomia (1768–1770)
- Francisco Antonio Pablo Sieni OFMCap, Titularbischof von Tricala (1784–1809)
- Pedro Meurice Estíu, Titularbischof von Teglata in Numidia (1967–1970)
- Héctor Luis Lucas Peña Gómez, Titularbischof von Novaliciana (1970–1979)